# Вілар-де-Барріо
Вілар-де-Барріо (гал. Vilar de Barrio, ісп. Villar de Barrio) — муніципалітет в Іспанії, у складі автономної спільноти Галісія, у провінції Оренсе. Населення — 1686 осіб (2009).
Муніципалітет розташований на відстані близько 380 км на північний захід від Мадрида, 28 км на південний схід від Оренсе.
Муніципалітет складається з таких паррокій: А-Альбергерія, Арнуїде, Боведа, Ас-Маус, Падреда, Прадо, Ребордечау, Сейро, Вілар-де-Барріо.

## Демографія
Динаміка населення (INE ):

## Галерея зображень

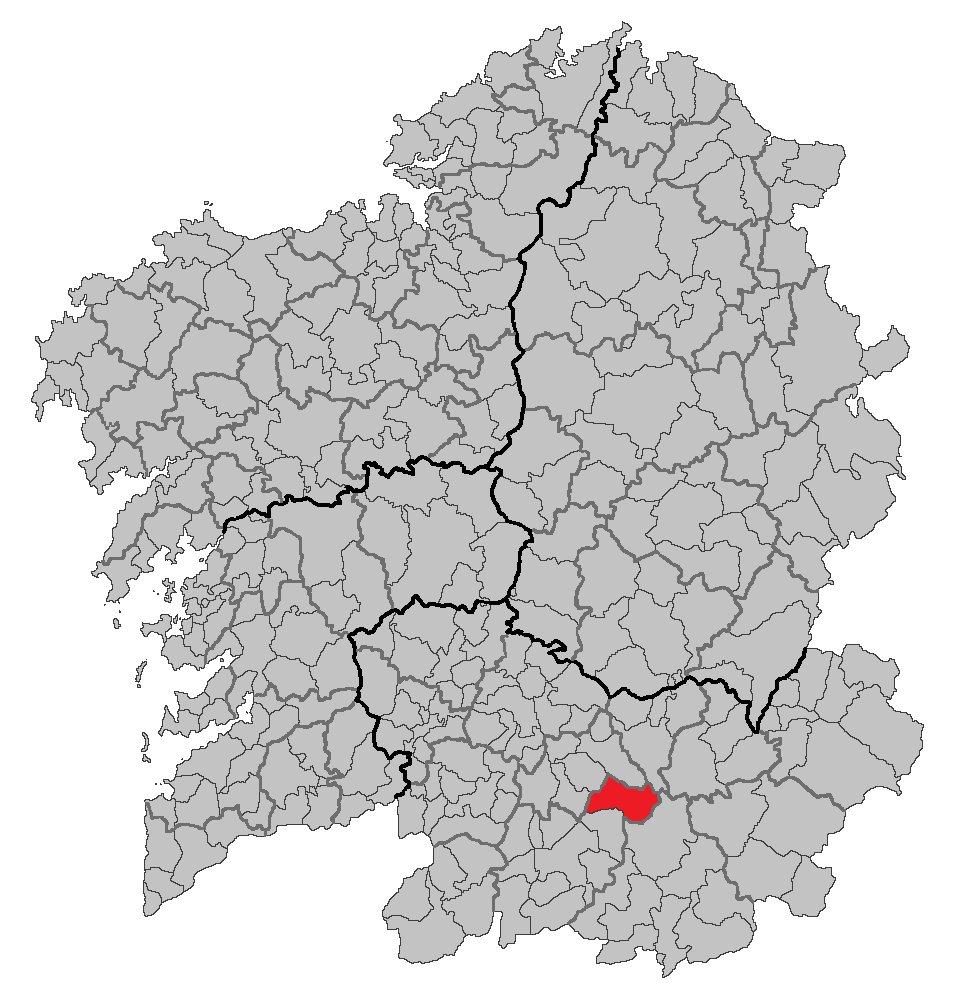
Розташування муніципалітету